# 把
把（は/わ）とは、古代日本における穎稲の計量単位。10把で1束となる。後に穎稲1把が採れる土地面積を表す単位（10把＝1刈）としても用いられた。
「把」の字には片手で握るという意味を持ち、中国の度量衡が採用される以前は両手の親指と中指によって1つかみ分に相当する目分量の穎稲を指していた。
成斤1束の稲を穀米にして1斗、舂米5升に換算したため、1把あたり穀米1升、舂米5合にあたる（なお、近代以後の枡に従えば、当時の1升は0.4升に当たる）。田令の規定では田租は1段あたり不成斤2束2把の穎稲で納めることになっていたが、慶雲3年（706年）に成斤1束5把に改められた。